# Hjälmbrynja

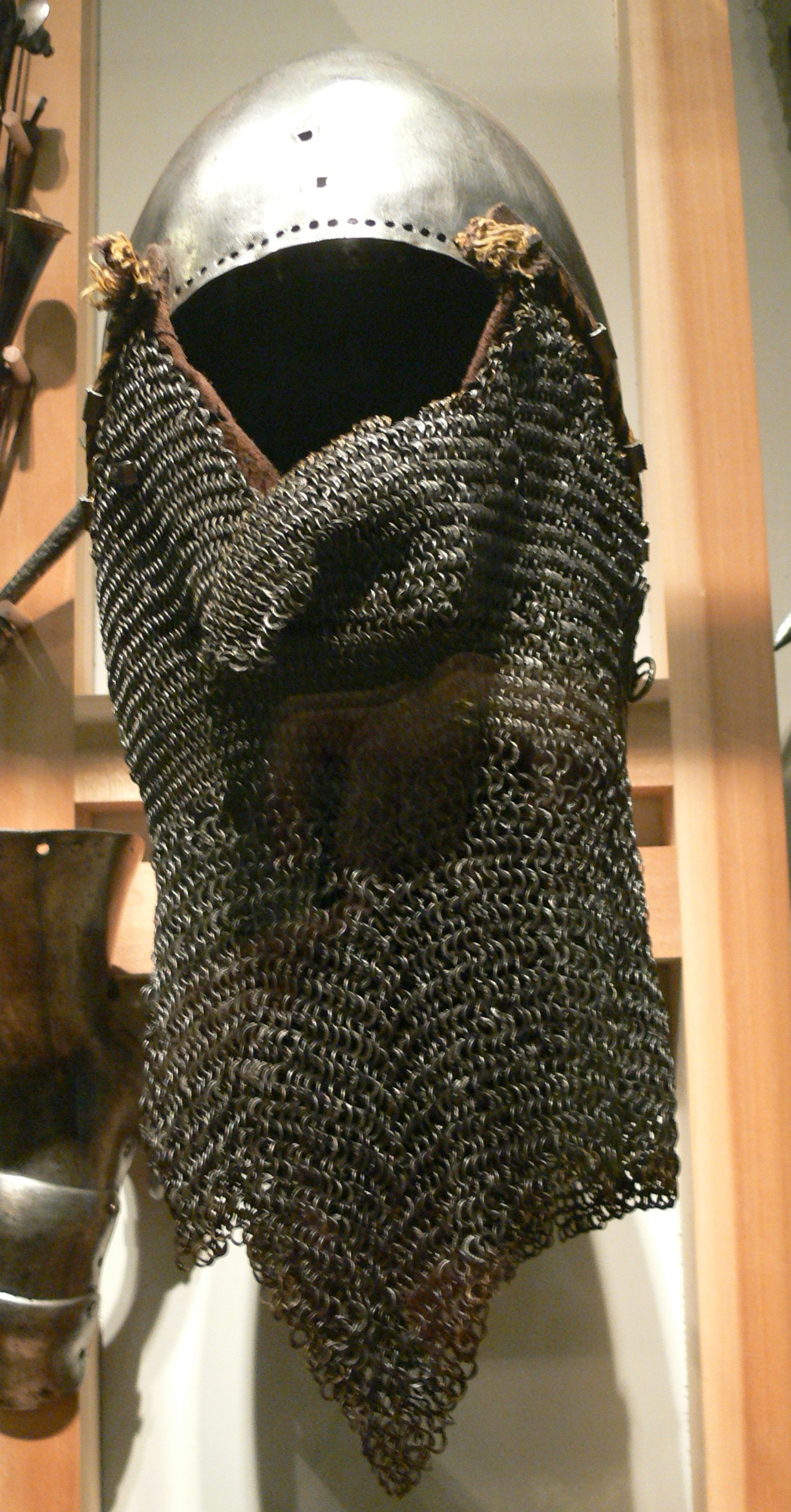
Hjälmbrynja till en bacinet med uppknytbart triangulärt ansiktsöverdrag.

Hjälmbrynja (jämför tyska: Helmbrünne) är ringpansar som är fäst i nederkanten av en stridshjälm för att skydda användarens nacke och  hals men beroende på utformning även del av axelpartiet. För att skydda ansiktet förekommer varianter med ett ansiktsöverdrag eller skynke av ringväv som kan föras upp över nederdelen av ansiktet, till och med näsan. Andra exempel har främre ringväv upphängt i ett halvmaskvisir (fornnordiska: gríma, "grimma") eller med sidorna av en nässkena.
Typen var vanlig under högmedeltiden men började förekomma i Nordeuropa under vendeltiden så tidigt som sent 500-tal.

## Bildgalleri

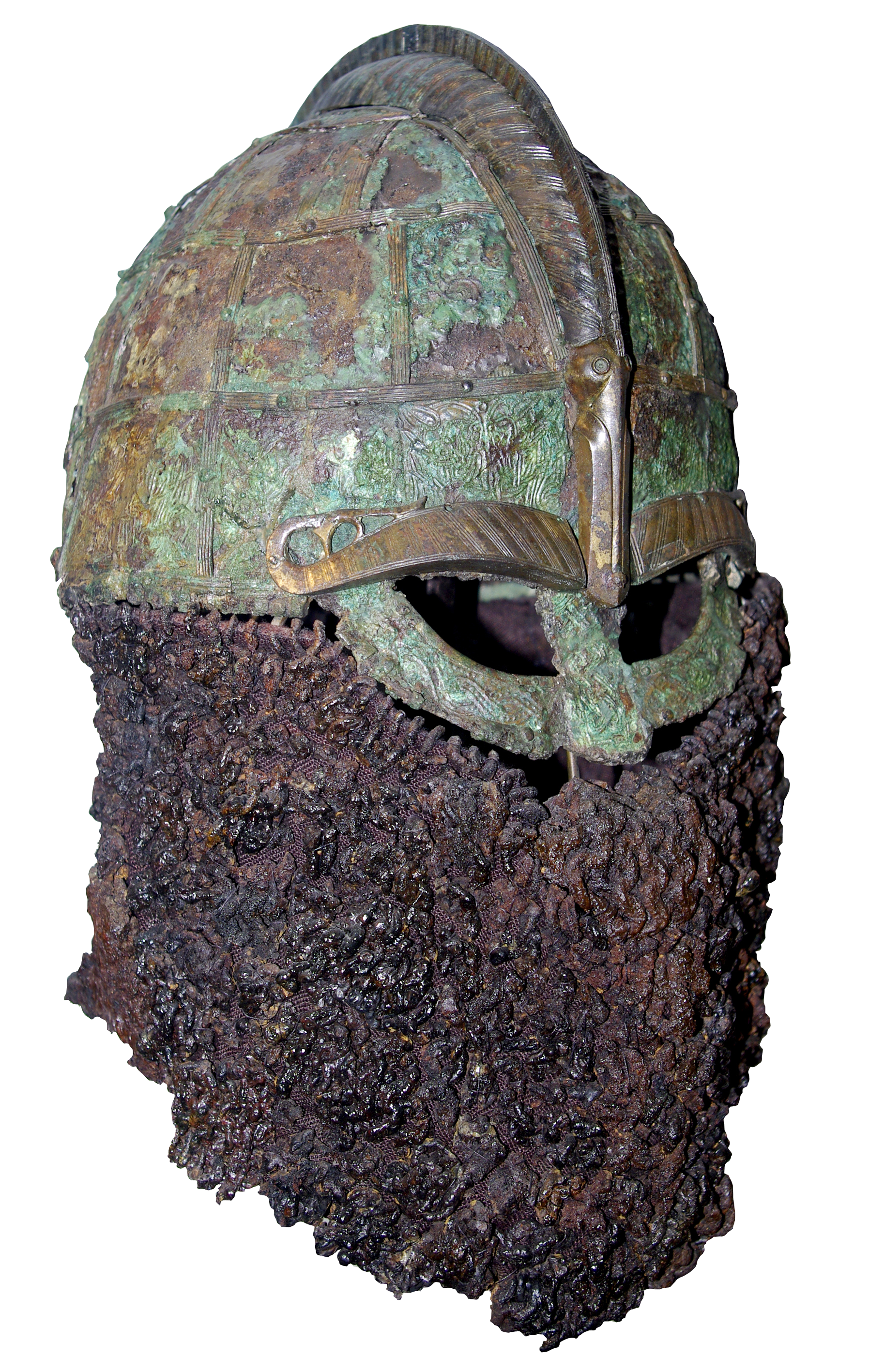
Valsgärdehjälm 8 (580–630)[3] med omslutande hjälmbrynja.
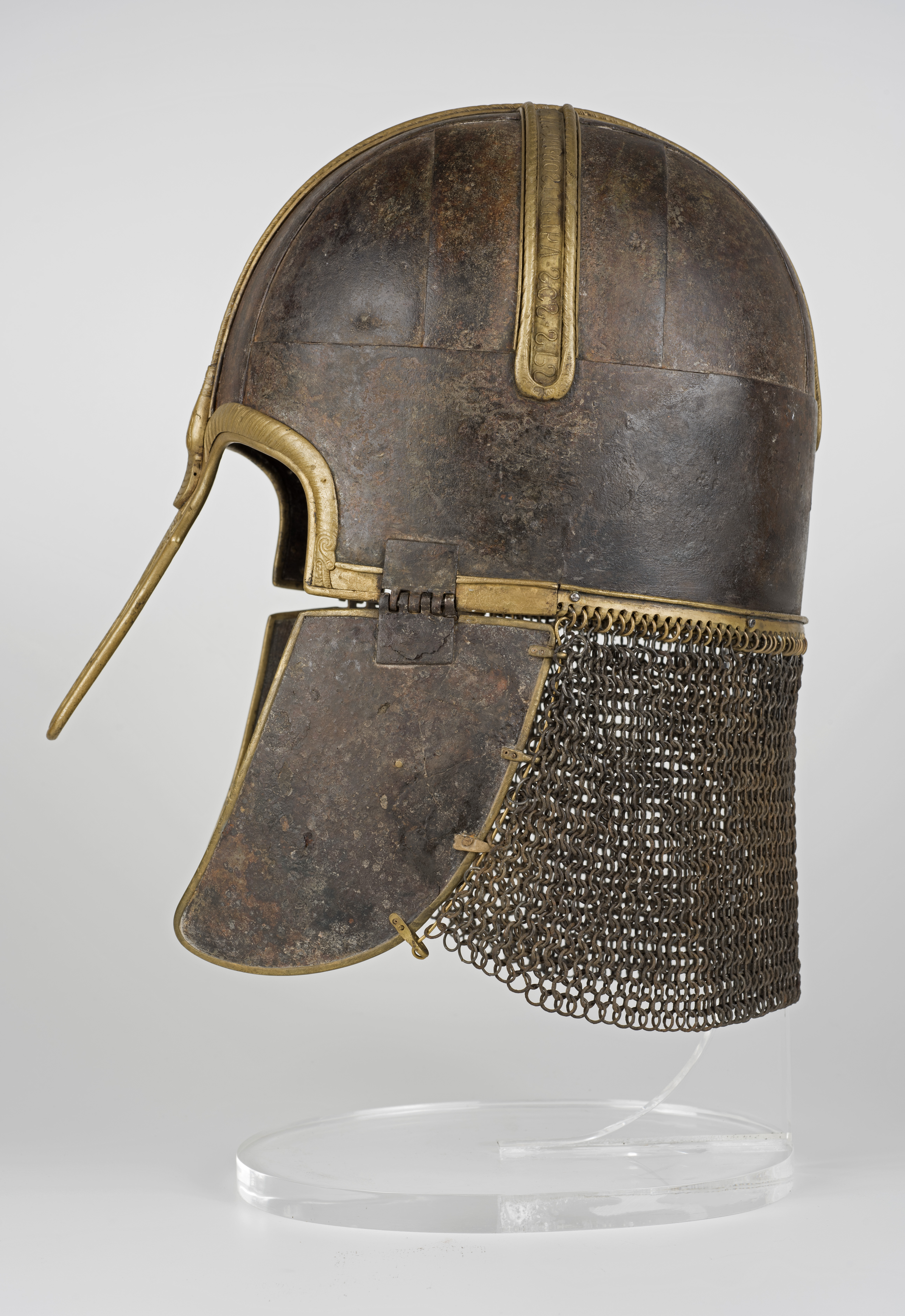
Coppergatehjälmen (750–800) med hjälmbrynja över nacken, kombinerat med kindskydd.
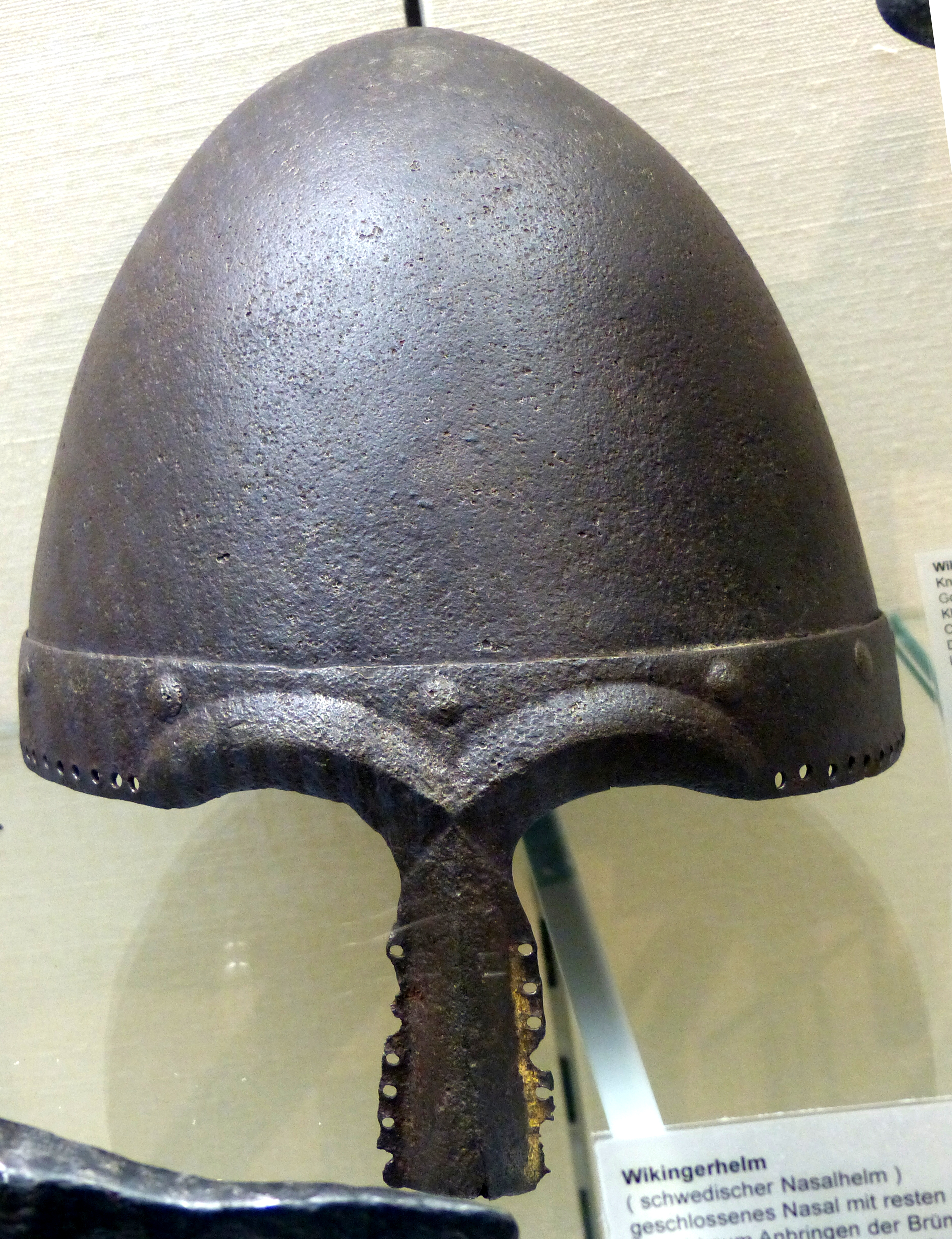
Rusisk sentida hjälm utan kindskenor (1000-tal) med perforerad nässkena och hjälmkant för upphängning av hjälmbrynja.
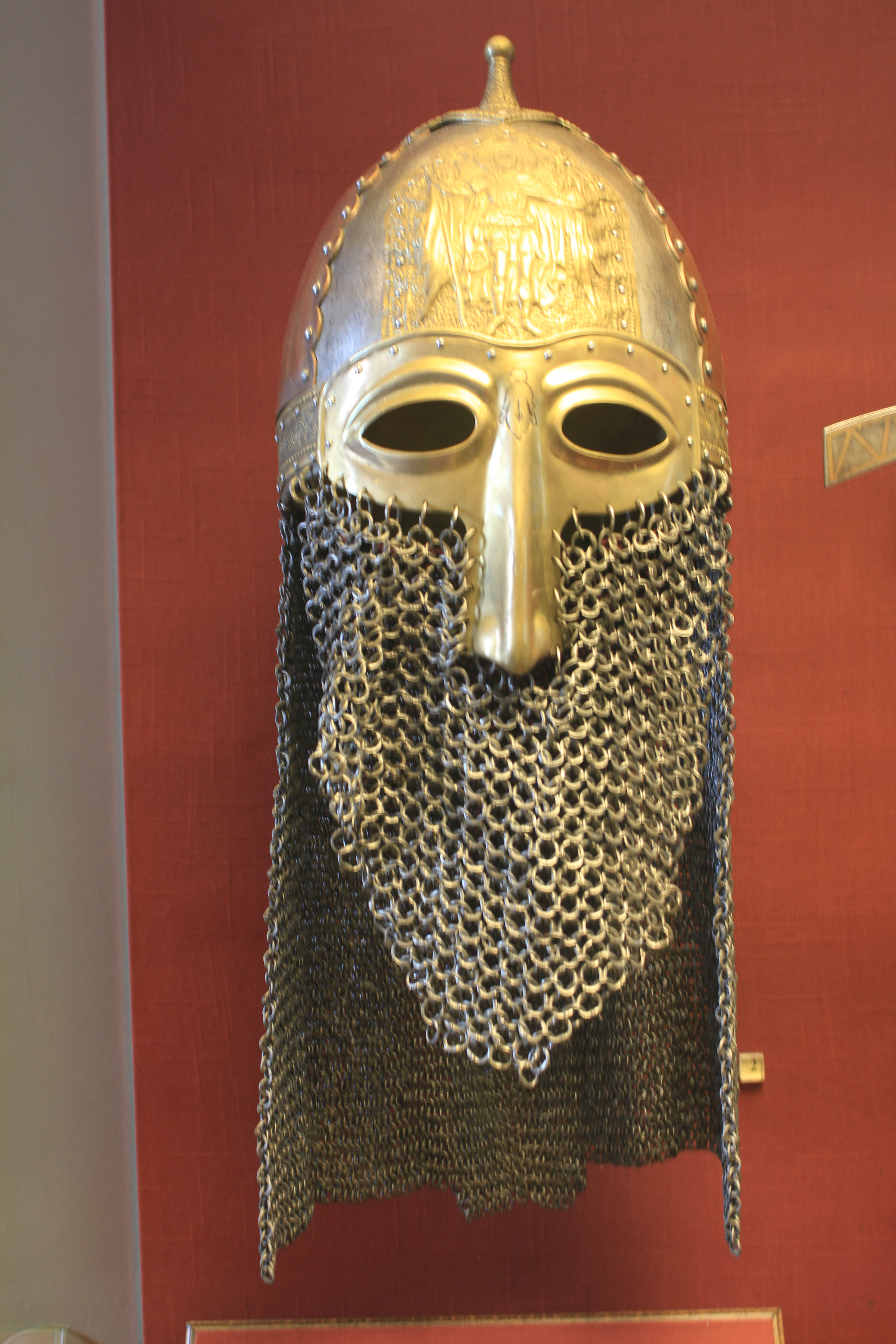
Rusisk halvmaskhjälm(de) (1150–1250) med omslutande hjälmbrynja.
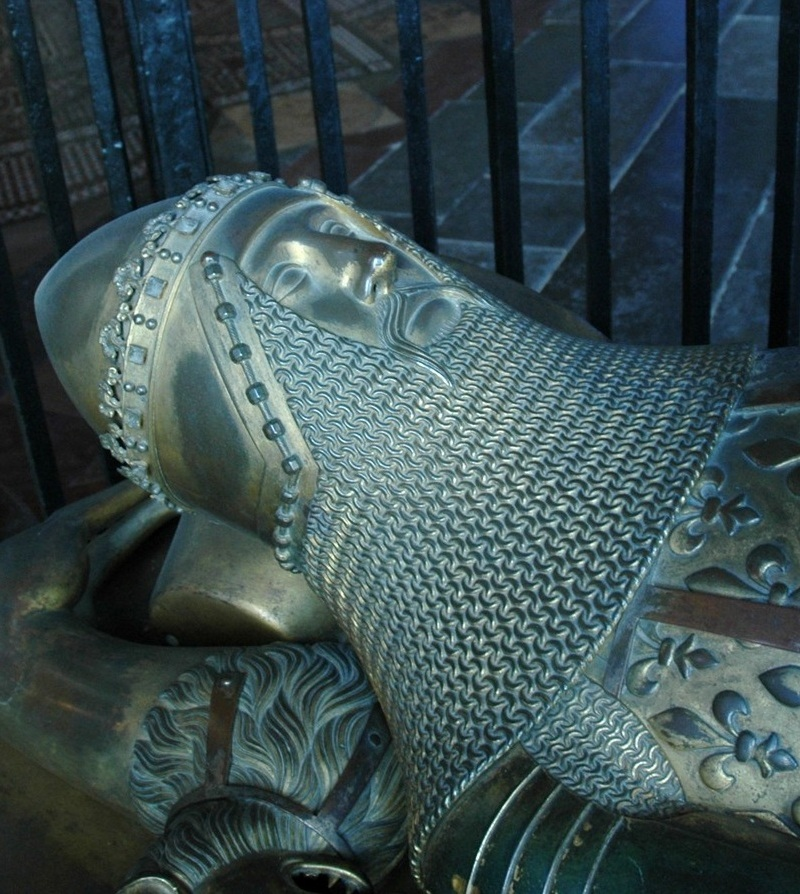
Hjälmbrynjan hos gravstatyn för Edvard, den svarte prinsen.
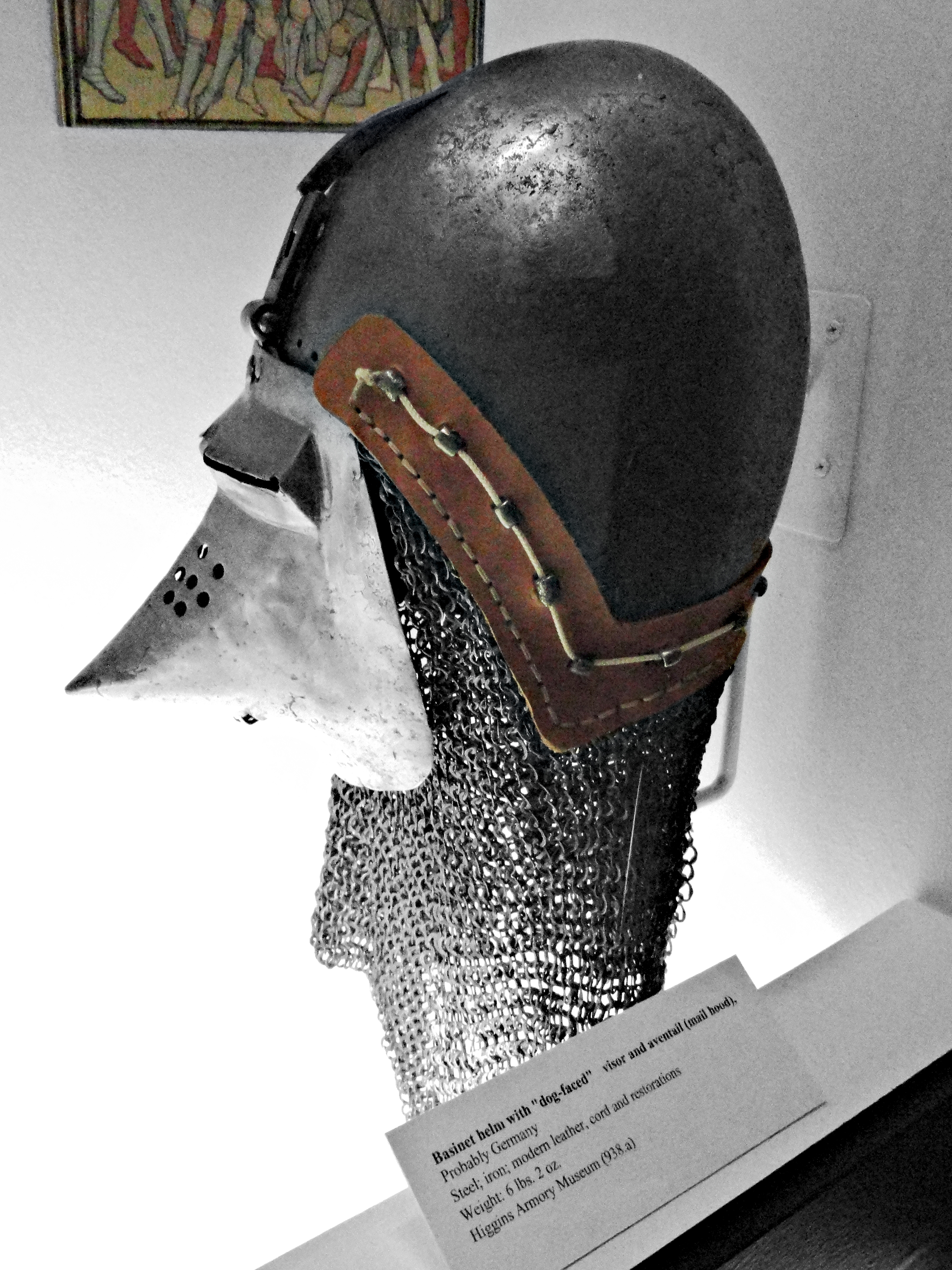
Bacinet med strutvisir och sentida avtagbar hjälmbrynja.